# یوبالاگاندی
یوبالاگاندی (به انگلیسی: Ubbalagandi) یک روستا در هند است که در Bellary district واقع شده‌است.